# 1-Tetratriacontanol
1-Tetratriacontanol ist eine chemische Verbindung aus der Gruppe der Wachsalkohole und ein Bestandteil von Policosanol. Es kommt natürlich in Carnaubawachs vor.